# پرسیاوشان
پرسیاوشان (نام علمی: Adiantum capillus-veneris) نام یک گونه از سرده پرسیاوش است که در ایران می‌روید. این گونه جزو گیاهان دارویی به‌شمار می‌رود. گیاهی است پایا از رده سرخس‌ها با ساقه‌های باریک و برگ‌های ریز که در جاهای گرم و مرطوب می‌روید.
دارای ریزوم قهوه ای رنگ، سفت و توخالی می‌باشد و دمبرگ‌هایی که می‌توانند بنفش رنگ باشند، از ان خارج شده‌است
ساختار برگ گیاه مثلثی و دارای ۳ لوب است، برگ‌ها در لبه‌ها تاخوردگی پیدا می‌کنند و زیر این تاخوردگی‌ها هاگدان‌ها قرار می‌گیرند
در نمونه‌های تقلبی که آسپیدیوم است؛ هاگدان‌ها در تمام سطح پشت برگ اند

## در اسطوره‌ها

### پرسیاوشان در شاهنامهٔ فردوسی
در شاهنامهٔ فردوسی آمده‌است وقتی به دستور افراسیاب سر سیاوش را جدا نمودند، تشت خون را بردند در محلی که قبلاً تعیین شده بود سرنگون کردند و در همان لحظه خون با خاک مخلوط گشته، بجوشید و به شکل تپهٔ کوچکی درآمد و در همان ساعت از آن گیاهی رویید که روی هر برگش سر بریده‌ای دیده می‌شد و آن گیاه به نام پرسیاوشان موسوم گشت.

## خواص پرسیاوشان
1. بهبود دهندهٔ عملکرد دستگاه گوارش
2. تنظیم کلسترول خون
3. تنظیم قند خون
4. ضد درد و التهاب
5. بهبود عملکرد کبد و سم زدا

## نگارخانه

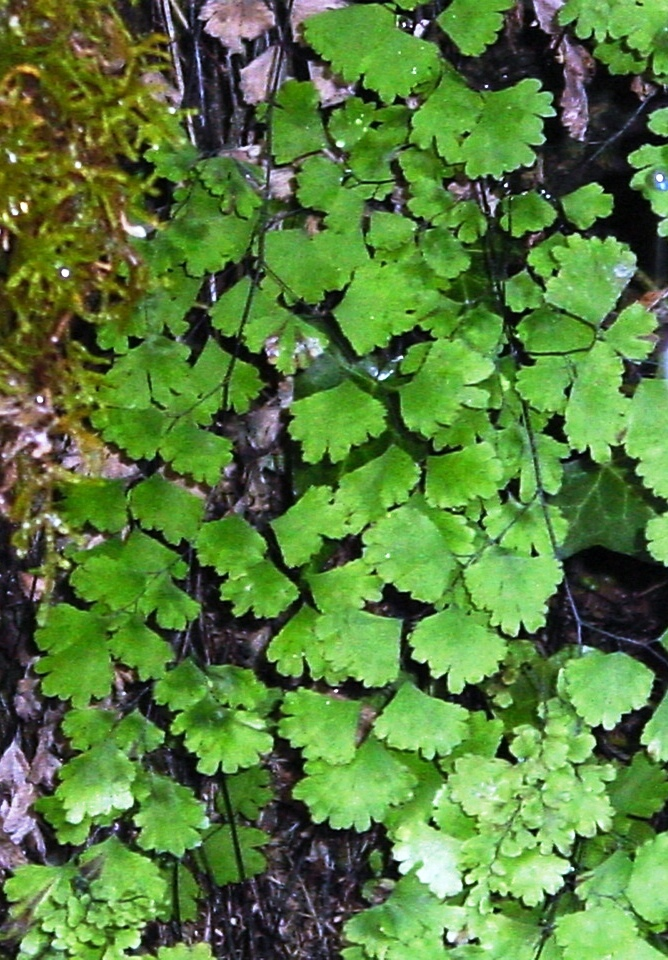
برگ‌های پرسیاوشان